# 尼古拉耶夫卡 (萨兰斯克)
尼古拉耶夫卡（羅馬化：Nikolayevka）是俄罗斯莫尔多瓦共和国的工人村（市级镇），属共和国辖市萨兰斯克市，位于该市的十月区，地处莫尔多瓦共和国中东部。伏尔加河流域内阿拉特里河一支流因萨尔河从镇东侧流过。
该地2021年人口有4,804人；2010年人口5,058；2002年人口5,199；1989年人口5,662。